# Oligotrichum hercynicum
Oligotrichum hercynicum là một loài Rêu trong họ Polytrichaceae. Loài này được (Hedw.) Lam. & DC. mô tả khoa học đầu tiên năm 1805.

## Hình ảnh

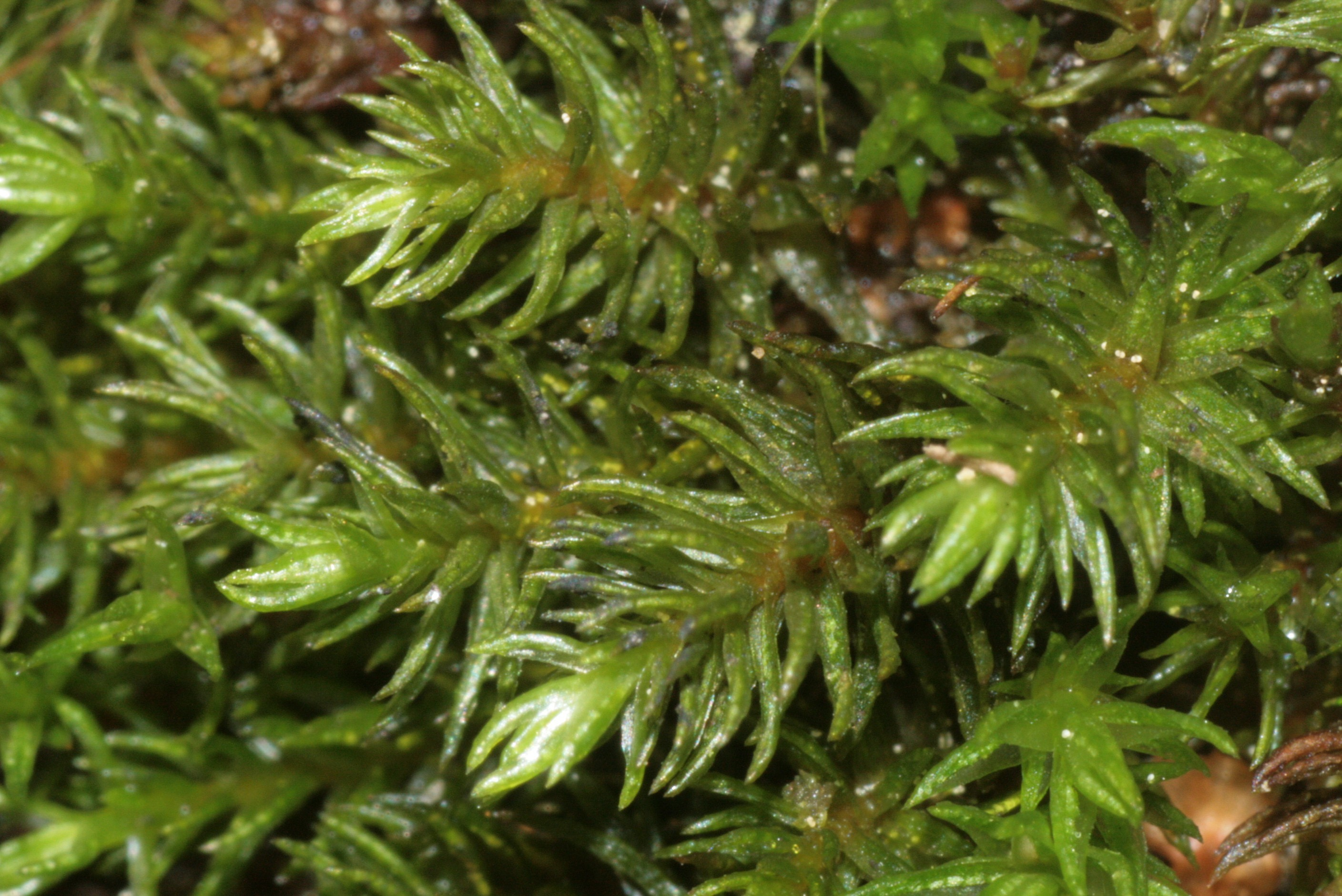
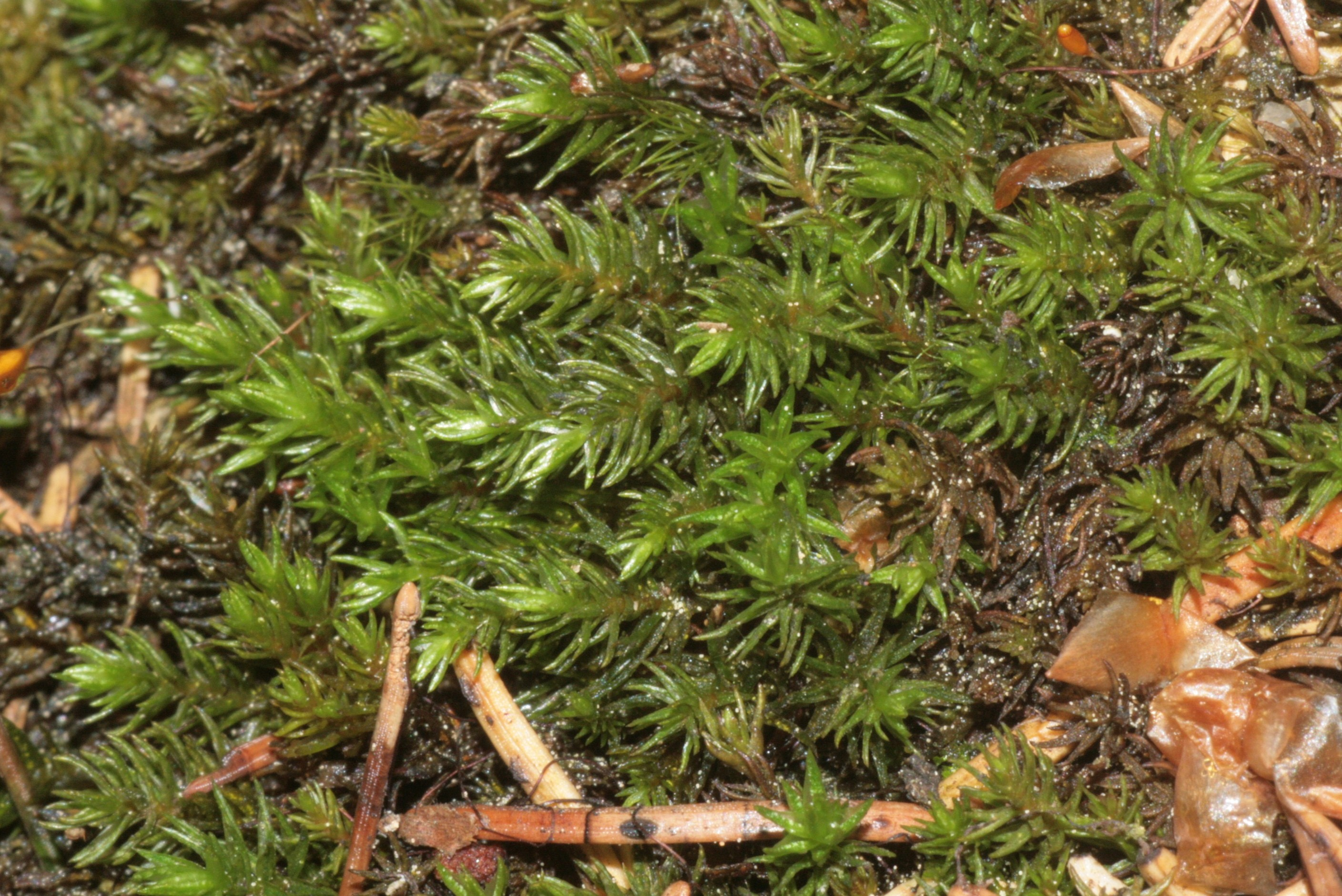
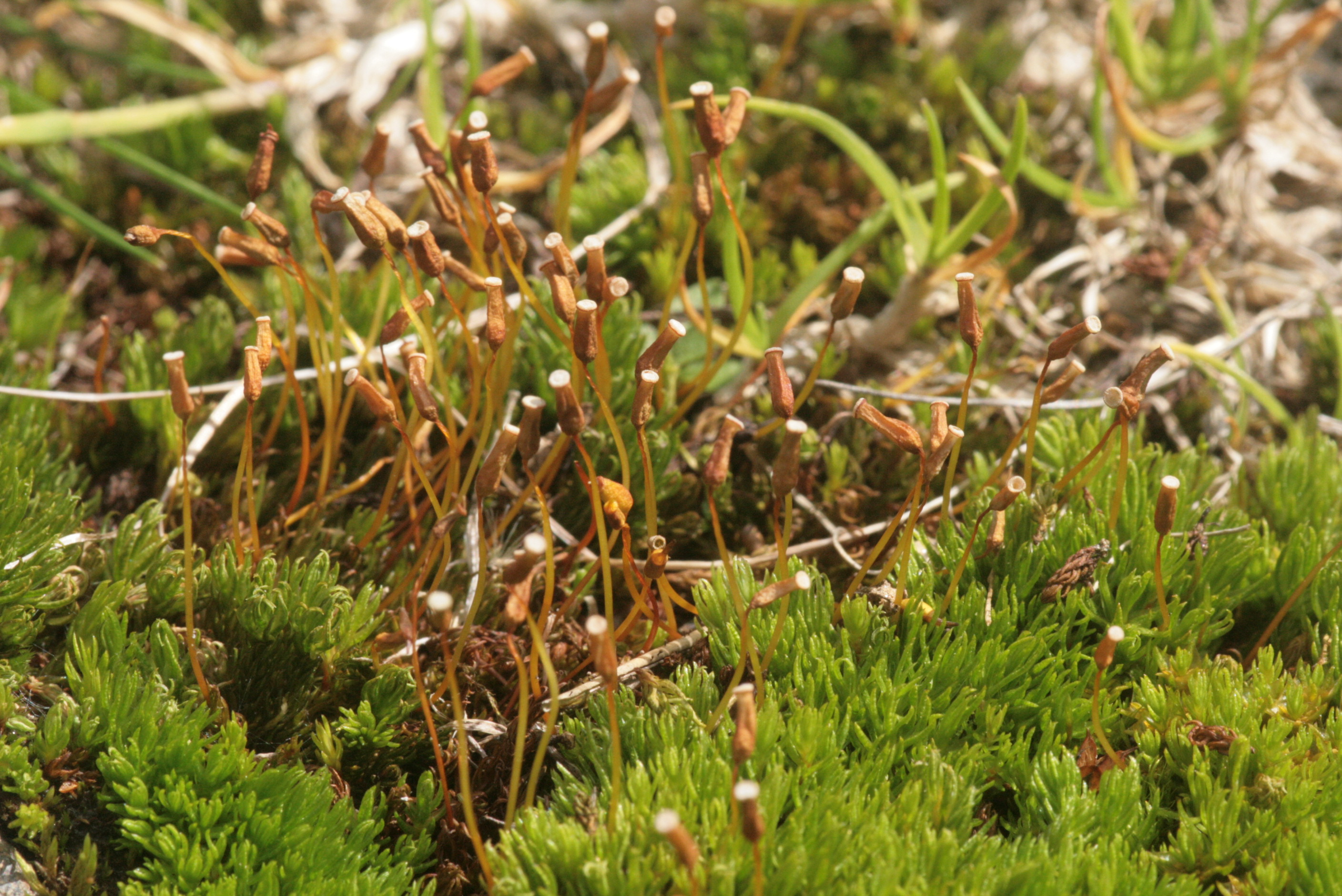
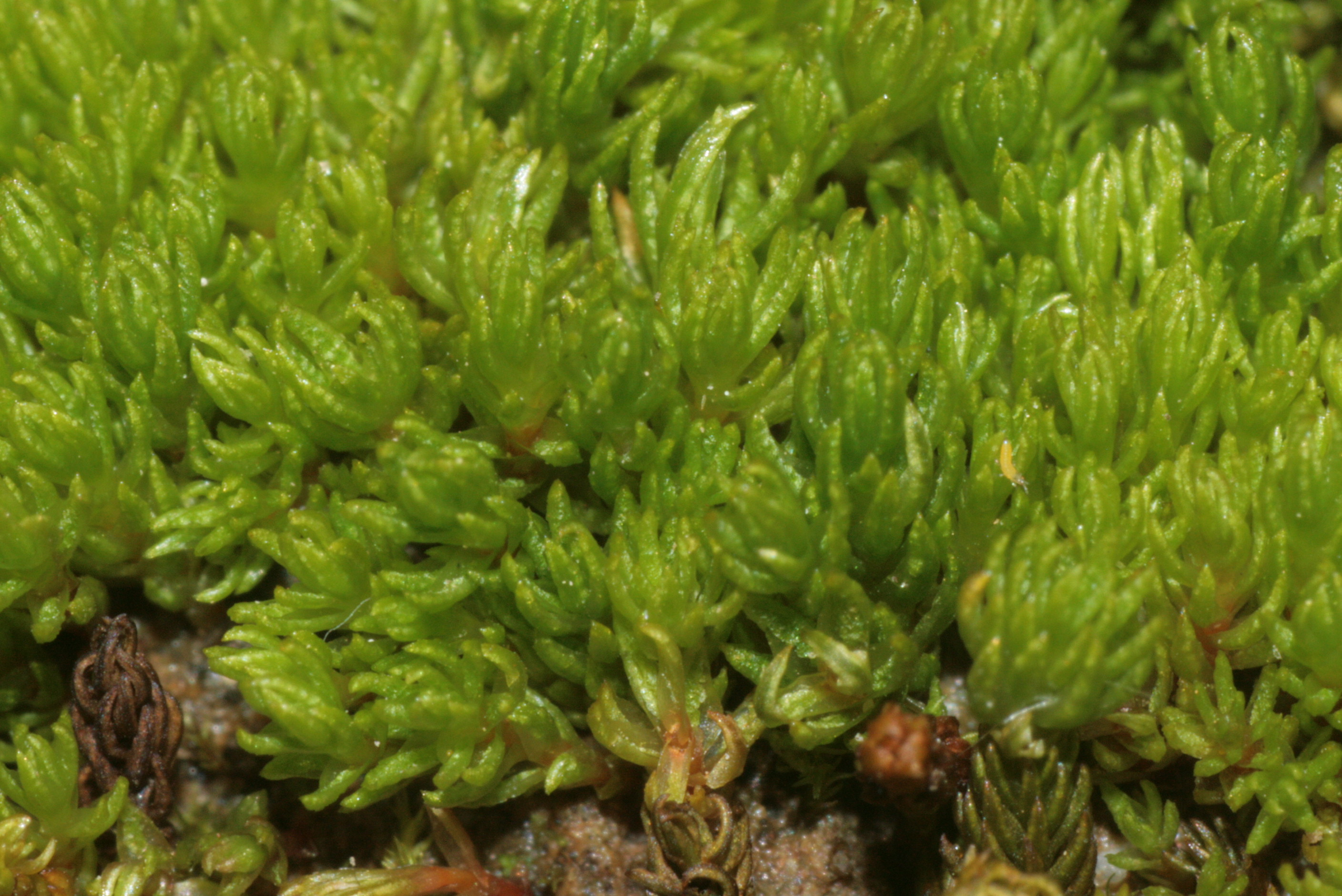